# Koshiki karate

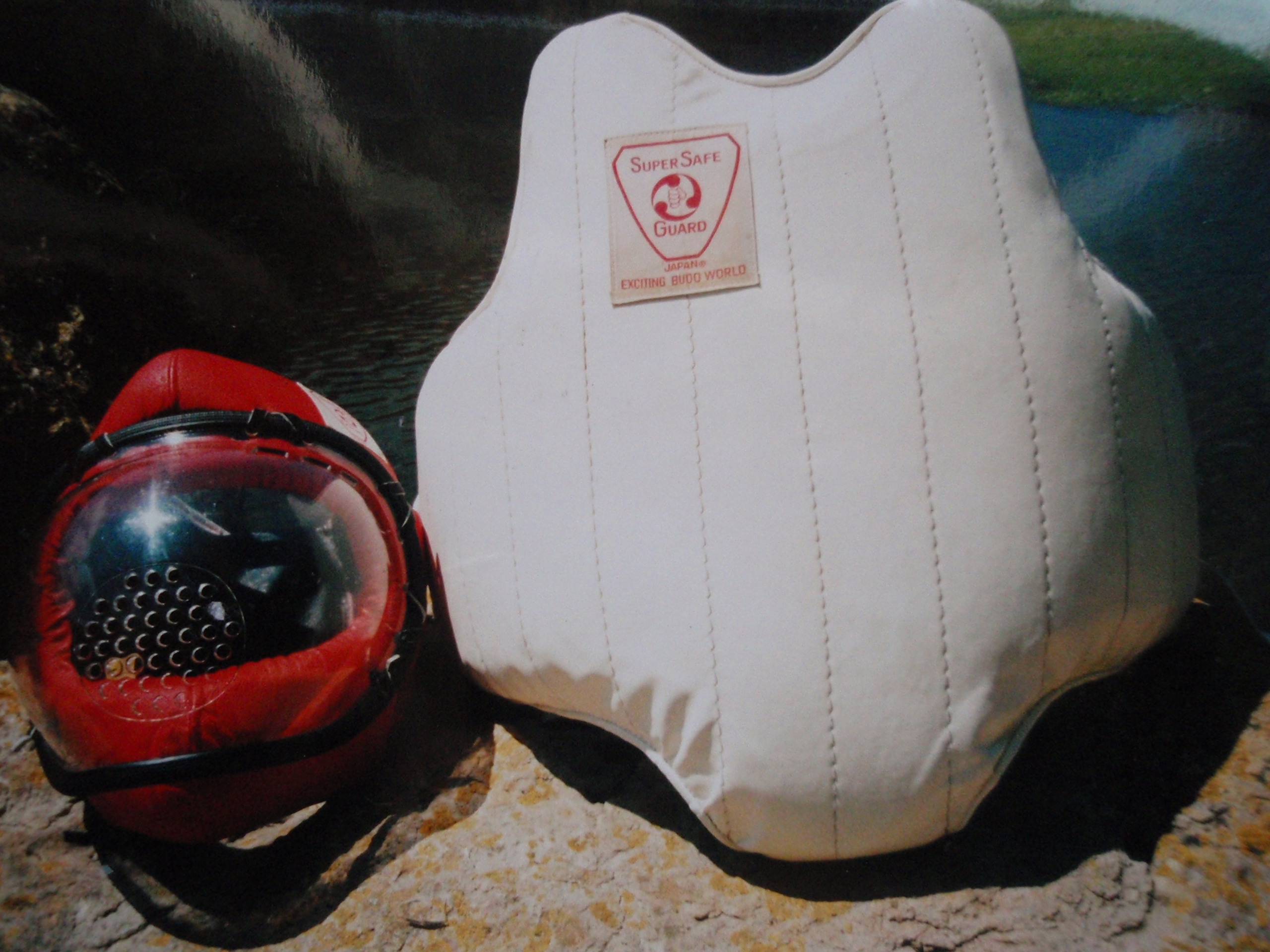
Equipo de protección de Koshiki Karate.

El koshiki karate es una forma de competición de contacto seguro para artes marciales (no es un estilo (ryu), de karate).
Se trata de un sistema o juego para la lucha de Contacto Super-Seguro, en un ámbito que reúne deportividad y cortesía; haciendo énfasis en la excelencia técnica y en la seguridad para los deportistas. El sistema fue desarrollado por Hanshi Masayuki Kukan Hisataka en la década de los 80, a instancias de la Federación de todas las Asociaciones de Karate de Japón "F.A.J.K.O.". Aunque la idea viene de los años 20 de Siglo XX.
Hubo de realizarse un gran trabajo de investigación de la mano de prestigiosos laboratorios, hasta obtener los materiales y el diseño que ofrecen la mejor protección. El equipo de protección, para artes marciales; patentado como "Super Safe Bogu Guard".

## Equipo de protección
La armadura de protección, llamada "Anzen Bogu",está fabricada en materiales de alta tecnología que absorben los impactos e impiden la penetración del golpe en el cuerpo del deportista.
Consta de un protector de pecho "Bogu Do", un casco "Bogu-Men", y de protección de la ingle "Kin comían".
El protector de pecho "Do", es una placa moldeada, rellena de capas de distintos materiales, que la dan una forma semirrígida; sin embargo flexible y de tacto agradable; forrada en cuero natural tratado, y cortado para permitir el movimiento sin trabas y proteger desde la clavícula hasta justo por encima de la ingle; la caracterista rigidez del protector para el pecho se concibe especialmente para impedir que los impactos alcancen al cuerpo y al tiempo redirija la fuerza del golpe alrededor en forma de vibración.
El casco, "Men" está fabricado de material similar y la máscara protectora de la cara a prueba de balas de pequeño calibre, está dotada igualmente de un sistema amortiguador; y diseñada para proteger de los golpes efectuados con las manos o los pies desnudos.
En Koshiki-Karate, los combatientes suelen luchar con las manos y los pies desnudos; sin embargo en algunas pruebas, se cubren las manos con una guantilla de neopreno muy fina, para prevenir pequeñas heridas o daños en las articulaciones de las manos. Gracias a la alta resistencia de los materiales utilizados para la protección, los deportistas pueden utilizar toda, o casi toda su fuerza para golpear en el cuerpo.

## Diferencias con otros estilos de Karate en la competición
El trabajo técnico de los deportistas en Koshiki, es similar a otros estilos de Karate, Taekwondo o MMA; principalmente, incluso se admiten técnicas propias del Judo, Jiu-Jitsu, Kung-Fu o Hapkido; aunque cada deportista puede utilizar su método; adaptadas al sistema que permite golpear (gracias al equipo de protección), encadenar las técnicas, y más variedad técnica, facilita el trabajo al equipo arbitral y al espectador; que diferencia más fácilmente, los trabajos válidos y puntuables, de los que no lo son, además de escuchar las técnicas válidas.
Sin el Bogu, la competición típica de kumite donde las manos y los pies son rellenados, el cuerpo está desprotegido, los puñetazos y patadas han de retirarse antes de alcanzar el objetivo, lo cual trae consigo a menudo pequeños accidentes, diferencias arbitrales y confusión al espectador. En Koshiki-Karate la técnica está controlada por el deportista, por el equipo arbitral, por el entrenamiento, por el reglamento y en última instancia, pero de forma definitiva por el "Equipo de protección"

## Reglamento de competición (resumen)
En el entrenamiento y en la competición; (Kumite), los deportistas de Koshiki Karate están autorizados a golpear cerca de la fuerza total, tanto con puñetazos (Tzuki-Waza) o las manos (Te-Waza), como con patadas (Keri-Waza); dentro de las dianas para la parte frontal que protegen al deportista (Anzen Bogu); añadiendo un cierto control para golpear a la altura de la cabeza, en el área de la cara (Protegida por la máscara protectora, de material antibalas de pequeño calibre y amortiguadora del impacto). La puntuación se basa en "Shobu Ippon" la idea de que un luchador puede ganar con una sola "técnica perfecta" por valor de "Ippon" . Las técnicas menores se valoran con "wazari" o parte de puntos. Los puñetazos valen un wazari, dos las patadas. La victoria se decide por mayor número de wazari al final de un partido, o de forma inmediata por Ippon. La puntuación es acumulativa para ambos contendientes durante el enfrentamiento. En caso de que un competidor anote tres puntos "wazari" en un encadenamiento técnico (renkoku waza), sin interrupciones en la defensa, también puede ser concedido un Ippon.
Ippon también podrá concederse para una estrangulación (Shime-Waza)o inmovilización "Osae-Waza". Pero esto es menos frecuente. En algunos torneos de Koshiki-Karate también se permite a los combatientes el barrido (Ashi-Barai)o proyección (Nague-Waza), pero con la salvedad de que debe primar la seguridad y el control técnico en todo caso.
Algunas técnicas; prohibidas en muchos torneos de artes marciales; lanza manos, palma, talón, etc., pueden emplearse con seguridad en los torneos de Koshiki-Karate. Sin embargo, ciertas técnicas que no pueden ser controlados pueden ser penalizadas o prohibidas a criterio del equipo arbitral o en función del país en que están compitiendo; los combatientes pueden golpear duro, pero no a ciegas, salvajemente o sin control, como Roberto; la técnica es lo más importante, y tiene que ser reconocida de artes marciales.

## Un sistema válido para los distintos estilos de artes marciales
Los torneos están abiertos a todas las artes marciales que utilizan atemi (golpes), no sólo para el practicante de Karate-Koshiki, también pueden inscribirse deportistas practicantes de otros "estilos de Karate" o de otras artes marciales; Taekwondo, Kick boxing, Kung-Fu , Jiu-Jitsu etc. siempre se reúnan las condiciones necesarias para participar en este modo de competición para la lucha.

## El Koshiki de primeros de siglo XXI
Actualmente se celebran competiciones en todo el mundo, bajo los auspicios del fundador del sistema y de la Federación Mundial de Koshiki (W.K.K.F.). El Koshiki-Karate nació para llevar al Karate a las Olimpiadas. Sin embargo parece ser que existe una Federación Mundial paralela, y las distintas federaciones de Karate a nivel mundial, están también divididas. Los poderes de las distintas federaciones, a todos los niveles; y la propia Federación de Koshiki-Karate a nivel mundial no van a soltar las riendas de sus poderes respectivos para que llegue el día de tener un "Karate Olímpico". Lo que está claro, es que el estado actual del sistema de competición para Karate, y las distintas posturas federativas son un handicap, para su desarrollo. Tal vez la solución venga directamente del "C.O.I."(comité olímpico internacional)
También, se pueden ver competiciones de Koshiki, donde los luchadores hacen uso del protector Koshiki-Karate para la cabeza "Men", además de guantes de boxeo, u otros tipos de protección similares para las manos, botas de full contact etc., dando lugar a confusión entre el público en general, peleando casi sin reglas, o con reglas de otros deportes de pugilato(full-contact, kick-boxing, y otros deportistas de estilos libre de combate); esto no es Koshiki-Karate; sino más bien deportistas que aprovechan las buenas cualidades del equipo para uso particular.